# Juan Esteban de la Fuente
Juan Esteban de la Fuente (Mar del Plata, 17 novembre 2000) è un cestista argentino con cittadinanza svizzera.
È il figlio del cestista Esteban de la Fuente.